# Phaeochrous ruficollis
Phaeochrous ruficollis är en skalbaggsart som beskrevs av Leon Fairmaire 1893. Phaeochrous ruficollis ingår i släktet Phaeochrous och familjen Hybosoridae. Inga underarter finns listade i Catalogue of Life.